# Misty Mountain Hop
«Misty Mountain Hop» es una canción de la banda inglesa Led Zeppelin, la quinta de su famoso álbum sin nombre de 1971. En Estados Unidos y Australia fue lanzada como lado B del sencillo «Black Dog», aunque aún de ese modo era pasado regularmente en las radios.
Fue compuesta por Jimmy Page, Robert Plant y John Paul Jones en Headley Grange, una mansión en Hampshire que contaba con un estudio de grabación, y lugar en donde el grupo vivía a veces.

## Descripción
Musicalmente, la canción es un medio tempo rocker que comienza con el bajista Jones tocando el teclado. Es notable la presencia de teclado y guitarra en partes casi iguales, por lo que el sonido es más melódico, y una de las baterías más fuertes de John Bonham registradas en estudio. La canción cuenta con un riff sobre el que Page y Jones armonizan con el uso de guitarra y teclado. Esta repetición del riff se basa en la guitarra y suena a funk y a bassline. En el minuto 2:11, la banda comete un error de sincronización, pero sin embargo consideraron que el resto era demasiado bueno como para tener que regrabar todo. [cita requerida]
Lo que se suele interpretar de la letra de la canción es un encuentro con la policía después de haber ido a fumar marihuana al parque, y dejando de ir a las Montañas Nubladas («donde vuelan los espíritus»), lo que parece una referencia al libro de Tolkien El hobbit. Hay referencias a Tolkien en otras canciones de Zeppelin como «Bron-Y-Aur Stomp», «Ramble On» y «The Battle of Evermore». La última pertenece al mismo álbum que «Misty Mountain Hop».
La canción apareció, en 1997, en el set box Gold and Platinum: The Ultimate Rock Collection, siendo una de las pocas canciones de la banda que se compiló en un álbum a la venta junto con trabajos de otros artistas.

## «Misty Mountain Hop» en vivo
La canción se tocó regularmente en los conciertos del grupo desde 1972 hasta finales de 1973, a menudo vinculada directamente con «Since I've Been Loving You». También la tocaron en los shows de Knebworth de 1979. Para el recital del 11 de agosto, Jimmy Page utiliza una Gibson RD. Los miembros sobrevivientes de la banda la interpretaron el 40.º Aniversario de Atlantic Records, con Jason Bonham, el hijo de Bonzo, en la batería. También lo hicieron el la O2 Arena de Londres, en la reunión del 11 de diciembre de 2007.

## Otras versiones
- Robert Plant suele interpretarla en sus giras como solista.
- Jimmy Page la tocó en su gira con The Black Crowes de 1999. A pesar de que no aparece en el álbum original Live at the Greek, sí aparece como bonus track en la versión japonesa lanzada en 2000.
- 4 Non Blondes la incluyó en su álbum tributo a Led Zeppelin Encomium, de 1995.
- La banda Dread Zeppelin, que parodia a Led Zeppelin, incluyó un cover de la canción en el álbum 5,000,000.
- El exmiembro de Deep Purple y Black Sabbath Glenn Hughes hizo un cover de la canción para su álbum Music for the Divine. También figura Chad Smith, el baterista de Red Hot Chili Peppers; y Jerry Cantrell, el guitarrista de Alice in Chains.
- El grupo new wave Devo usó una versión modificada del riff del tema en la canción «Uncontrollable Urge».
- La banda de glam metal Kix hizo un cover para el álbum de 1999 The Song Remains Remixed - A Tribute to Led Zeppelin.